# Volkswagen Golf VI
Pour l’article homonyme, voir Volkswagen Golf.
La Volkswagen Golf VI est une berline compacte produite par le constructeur automobile allemand Volkswagen de 2008 à 2014. Il s'agit de la sixième génération de la Volkswagen Golf. Elle est élue « Voiture mondiale de l'année 2009 (World Car of the Year) à l'occasion du salon de New York.

## Motorisations (berline)
Essence :
- 1,2 L TSI 85 ch
- 1,2 L TSI 105 ch - 139 g/km CO2
- 1,4 L 16S 80 ch - 149[3] g/km CO2
- 1,4 L TSI 122 ch - 144 g/km CO2 (DSG - 138 g/km CO2)
- 1,4 L TSI 160 ch - 145 g/km CO2 (DSG - 139 g/km CO2)
- 1,8 L TSI 160 ch (Aktionsmodell)
- 1,6 L 102 ch
- 2,0 L TSI GTI EA888 GEN2 211 ch[4] - 170 g/km CO2 (DSG - 173 g/km CO2)
- 2,0 L TSI GTI EA113  "édition 35" 235 ch - 189[5] g/km CO2 (DSG - 185 g/km CO2)
- 2,0 L TSI R EA113 272 ch[4] - 199 g/km CO2 (DSG - 195 g/km CO2)

La version la moins puissante présente un rapport poids/puissance de 14,3 kg/ch.
Diesel :
- 1,6 L TDI 90 ch  - 118 g/km CO2
- 1,6 L TDI 105 ch Bluemotion - 99[6] g/km CO2
- 1,6 L TDI 105 ch - 119 g/km CO2 (DSG - 123 g/km CO2)
- 2,0 L TDI 110 ch - 119 g/km CO2 (DSG - 140 g/km CO2)
- 2,0 L TDI 140 ch - 126 g/km CO2
- 2,0 L TDI 170 ch - 142 g/km CO2
- 2,0 L TDI GTD 170 ch - 142 g/km CO2

La Golf "R" (équipée de la boîte DSG) abat le 0 à 100 km/h en 5,4 s (5,1 s en Launch Control) et la Golf GTD en 8,1 s (données constructeur).
À noter que ces deux Golf ont un couple maximum identique de 350 N m (au vilebrequin).
La Golf VI a été remplacée par la Golf VII le samedi 10 novembre 2012.
Elle fait partie des modèles concernés par l'Affaire Volkswagen.

## Cabriolet
La Volkswagen Golf Mk6 Cabriolet est un cabriolet de la Volkswagen Golf VI. Cette variante est revenue onze ans après sa disparition du marché européen en 2001, lorsque le précédent opus était basé sur une Golf 3 et ensuite maquillé en Golf 4.
La version restylée est présentée au salon de Francfort 2015 et reçoit de nouvelles motorisations à la norme Euro 6 : les TSI 105, 120, 150, 220 et 265 ch en essence et TDi 110 et 150 ch en diesel. Les boucliers présentent un aspect plus dynamique, il y a six nouvelles teintes de carrosserie et un nouveau coloris de capote "Rouge Grenat". Un nouveau jeu de jantes (6 nouveaux choix) est aussi de la partie pour compléter l'offre esthétique extérieure. Quant à l'habitacle, il a été repensé.